# Intenzitetno modulirana radioterapija
Intenzitetno modulirana radioterapija (angl. Intensity-modulated radiation therapy - IMRT) je sodobna in visoko natančna obsevalna tehnika v teleradioterapiji, pri kateri se na tarčno področje zdravljenja dovaja ionizirajoče sevanje neuniformnega profila. To omogoča programska oprema inverznega planiranja in računalniško vodena modulacija megavoltnih (MV) rentgenskih žarkov s statičnim ali dinamičnim večlistnim kolimatorskim sistemom (angl. Multileaf collimator - MLC).
Cilj intenzitetno modulirane radioterapije je izboljšanje konformnosti in strm padec doze na robu tarče. Izboljšanje konformnosti pomeni, da z IMRT obsevalnim načrtom bolje posnamemo tridimenzionalno (3D) obliko tarče, tudi tisto bolj nepravilnih ali konkavnih oblik. IMRT omogoča tako imenovano dozno eskalacijo oziroma višanje doz na tarčni volumen (angl. Target volume - TV) ob manjši verjetnosti za poškodbo okoliškega zdravega tkiva in organov (angl. Organs at risk - OAR). Posledično to privede do izboljšanja lokalne kontrole tumorja in višje stopnje preživetja.

## Neuniformni dozni profil
Pri 3D konformni radioterapiji (angl. conformal radiation therapy - CRT) je žarkovni snop uniformen, kar pomeni, da je izsevana intenziteta sevanja čez obsevano področje homogena. Pri IMRT obsevalni tehniki pa je fotonski snop segmentiran, pri čemer imajo posamezni segmenti med seboj različne ravni jakosti sevanja. To omogoča ustvarjanje bolj kompleksnih vzorcev dozne razporeditve, posledično pa boljše prileganje tarčnemu volumnu in varovanje okoliških zdravih tkiv. Predpisovanje intenzitete posameznemu segmentu znotraj žarkovnega snopa poteka v sistemu za načrtovanje zdravljenja (angl. Treatment planning system - TPS), in sicer v procesu inverznega planiranja, ki je prav tako značilen za IMRT načrte obsevanja. 

## Inverzno IMRT planiranje
V konformni radioterapiji je osnova planiranje vnaprej (angl. forward planning), kjer radioterapevt onkolog najprej oriše tarčni volumen in zdrave kritične organe v okolici, nato pa medicinski radiofizik vnaprej določi število in položaj obsevalnih kotov za doseganje optimalne dozne razporeditve v obsevanem področju. Pri inverznem planiranju je del radioterapevta onkologa enak, medicinski radiofizik pa v tem primeru najprej določi in v računalniški sistem za planiranje vnese predpisano dozo na tarčni volumen in dozne ograde za okoliška zdrava tkiva. Računalniški optimizacijski sistem pa je nato tisti, ki določi optimalne obsevalne parametre.   

## Tehnike izsevanja IMRT obsevalnega plana

### IMRT s statično roko linaka
Večina IMRT obsevanj se izvaja s pomočjo že omenjenega večlistnega kolimatorskega sistema. S tem lahko izvajamo segmentalno ali koračno IMRT (angl. Step-and-shoot), pri kateri se doza ionizirajočega sevanja izseva po posameznih segmentih. Na posameznem segmentu se MLC lističi postavijo v načrtovan položaj, med tem pa žarkovni snop ni vklopljen. Ta se sproži, ko so MLC lističi na svojih predpisanih mestih. Po izsevani dozi na določen segment pa se MLC lističi ob neaktivnem snopu postavijo v naslednji načrtovan položaj.  
Druga metoda s statično roko linaka je tehnika z dinamičnim MLC (angl. Dynamic MLC ali Sliding window), pri čemer je značilno, da se lističi MLC sistema premikajo ob sočasno aktivnem žarkovnem snopu. V primeru teh dveh metod je gantrij med izsevanjem doze v fiksnem položaju. 

### Ločna IMRT
Pri ločni IMRT se gantrij z roko vrti okrog pacienta ob sočasnem premikanju MLC lističev pri aktivnem snopu. Pri ločni IMRT prav tako obstajata dve poglavitni metodi, in sicer tomoterapija ter volumetrična modulirana ločna (radio)terapija (angl. Volumetric modulated arc therapy - VMAT). 
Pri tomoterapiji je delovanje obsevalnega aparata podobno delovanju aparata za računalniško tomografijo (angl. Computed tomography - CT). V primeru tomoterapije je moduliran terapevtski snop ozko kolimiran in pahljačaste oblike, med obsevanjem pa se pacient z mizo premika skozi odprtino aparata.
VMAT je obsevalna tehnika s snopom stožčaste ali konične oblike, pri kateri je ključnega pomena hkratno spreminjanje oblike obsevalnega polja (premikanje MLC lističev), hitrosti vrtenja roke in hitrosti doze. Miza s pacientom se med obsevanjem v tem primeru ne premika. 

## Indikacije za obsevanje z IMRT tehniko

#### Rak glave in vratu
IMRT je široko uporabna obsevalna tehnika v teleradioterapiji. Pri raku glave in vratu je postavitev tkiv kompleksna, na majhnem volumnu so zbrane številne kosti, mehka tkiva in z zrakom napolnjene votline. V tem področju imamo številne OAR kot so hrbtenjača, možgansko deblo, žleze slinavke, požiralnik ter vidni živec. Ob teh tkivih je tumor večkrat konkavno oblikovan in s konvencionalnimi tehnikami težje dosežemo ustrezne in ugodne dozne distribucije, ki vključujejo visoko dozo na tarčo in karseda nizko na omenjena kritična zdrava tkiva. Kserostomija in disfagija (boleče požiranje) sta neželena učinka radioterapije, ki se jih želimo izogniti v namen izboljšanja kvalitete življenja. IMRT je obsevalna tehnika, ki v primerjavi s konvencionalnimi tehnikami, zmanjšuje pojavnost teh neželenih učinkov in/ali njihove intenzitete.

#### Rak dojke
Glavni članek: Rak dojke
Pri obsevanju raka dojke je dobra konformnost obsevalne tehnike pomembna zaradi bližine kritičnih organov kot sta srce in pljuča. Ob prekomernem obsevanju srca se lahko pojavijo neželeni kardiološki dogodki, ki lahko vodijo v smrt, enako pa velja za pljuča, na katerih se ob preseganju varnih doznih okvirjev, lahko razvije sekundarna rakava bolezen kot posledica zdravljenja z radioterapijo. V namen preprečevanja teh neželenih učinkov se v radioterapiji raka dojk vse pogosteje uporablja in uveljavlja obsevanje v globokem zadržanem vdihu,  kjer se trebušna prepona izravna, pljuča razpnejo, kar ugodno poveča razdaljo med tumorjem v dojki in srcem.

#### Rak prostate
Glavni članek: Rak prostate
Ena izmed najbolj pogostih lokalizacij obsevanih z IMRT tehniko je rak prostate. Zanj je značilno, da se še zlasti dobro odziva na hipofrakcioniran režim obsevanja, kar pomeni, da se v manjšem številu frakcij dovajajo višji dnevni dozni odmerki. Pri dovajanju teh visokih odmerkov pa je pomembno, da se upoštevajo dozne restrikcije za bližnjo danko in sečni mehur. Kot kažejo nekatere študije IMRT omogoča varnejšo dozno eskalacijo ob manjši pojavnosti in/ali intenzivnosti gastrointenstinalne (na primer pojav vnetja danke ali fekalne inkontinence) pozne toksičnosti v primerjavi s konvencionalno 3D-CRT obsevalno tehniko.

#### Gastrointenstinalni in ginekološki rak
Podobno kot pri prej omenjenih lokalizacijah ima IMRT pri zdravljenju raka danke prednost v zmanjšanju doze na okoliška zdrava tkiva kot so tanko črevo, sečni mehur, kostni mozeg in glava stegnenice. V primerjavi s 3D-CRT, IMRT potencialno zmanjšuje pojavnost driske in vnetja tankega črevesja oziroma akutne gastrointestinalne toksičnosti. Ginekološki raki se pogosto zdravijo s kombinacijo teleradioterapevtskega in brahiradioterapevtskega zdravljenja. IMRT tehnika v sklopu teleradioterapevtskega zdravljenja ginekoloških rakov in zlasti področnih prizadetih bezgavk, omogoča zmanjšanje akutnih in kroničnih posledic na zdravih tkivih v primerjavi s 3D-CRT, med tem ko so izzidi zdravljenja med tehnikama primerljivi.

## Primerjava s sodobnimi tehnikami

### 3D CRT in IMRT
IMRT je nadgradnja 3D CRT, pri kateri se dosegajo višje doze na tarčni volumen ob nižji izpostavljenosti zdravih kritičnih organov. Posledično se z IMRT izboljša radioterapevtsko razmerje, lokalna kontrola tumorja in stopnja preživetja.
Varno dozno eskalacijo se dosega na račun izboljšanja konformnosti pri IMRT tehniki. Posledično je mogoče natančno posnemati tumorje nepravilnih oblik, ki so lahko umeščeni v bližino radiosenzibilnih organov. Na primeru raka otorinolaringološkega (ORL) predela lahko z IMRT oblikujemo podkvasto ali konkavno oblikovano visokodozno obsevalno polje okrog hrbtenjače ob minimalni dozi na ta kritičen organ.
V primerjavi s 3D CRT pa IMRT pomeni višje stroške izvedbe (tudi do šestkrat višje) in pa podaljšanje časa izvedbe obsevanja, čeprav le za nekaj minut na posamezno frakcijo. IMRT v primerjavi s 3D CRT obseva večji volumen zdravega tkiva z nizko dozo, kar pomeni zvišanje tveganja za nastanek sekundarne malignosti. Enako velja tudi za VMAT.

### IMRT in VMAT
VMAT kot nadgradnja IMRT obsevalne tehnike omogoča bistveno krajše čase izvedbe terapije, in sicer tudi do štirikrat krajši čas obsevanja. Po drugi strani je potrebnega precej več časa za izdelavo VMAT obsevalnega načrta. 
Ob daljšem času dovajanja terapije, ki ga potrebuje IMRT, obstaja večja možnost, da bo pacientu postalo neudobno in se bo tako premaknil. V notranjosti telesa pa lahko pride tudi do povsem fizioloških premikov notranjih organov in tarče. To lahko zmanjša ustreznost in učinkovitost radioterapije, na račun tega, da žarkovni snop ni v željenem in planiranem preseku s tarčo.
IMRT prav tako potrebuje več monitorskih enot (angl. Monitor units - MU), da dovede predpisano dozo, kar pa skrajšuje življenjsko dobo linearnega pospeševalnika.
Primer izsevanja ekvivalentnega VMAT (na videoposnetku levo) in IMRT (koračni IMRT; na videoposnetku desno) obsevalnega plana